# كهف أماتيرسكا
كهف أماتيرسكا (بالتشيكية: Amatérská jeskyně)‏ هو جزء من أطول نظام كهف في مورافيا، التشيك. كما أنها تشتهر بالاكتشافات الأثرية. باستثناء المدخل، الكهف غير متاح للجمهور، على الرغم من أنه يفتح أحيانًا للزوار.

## معرض الصور

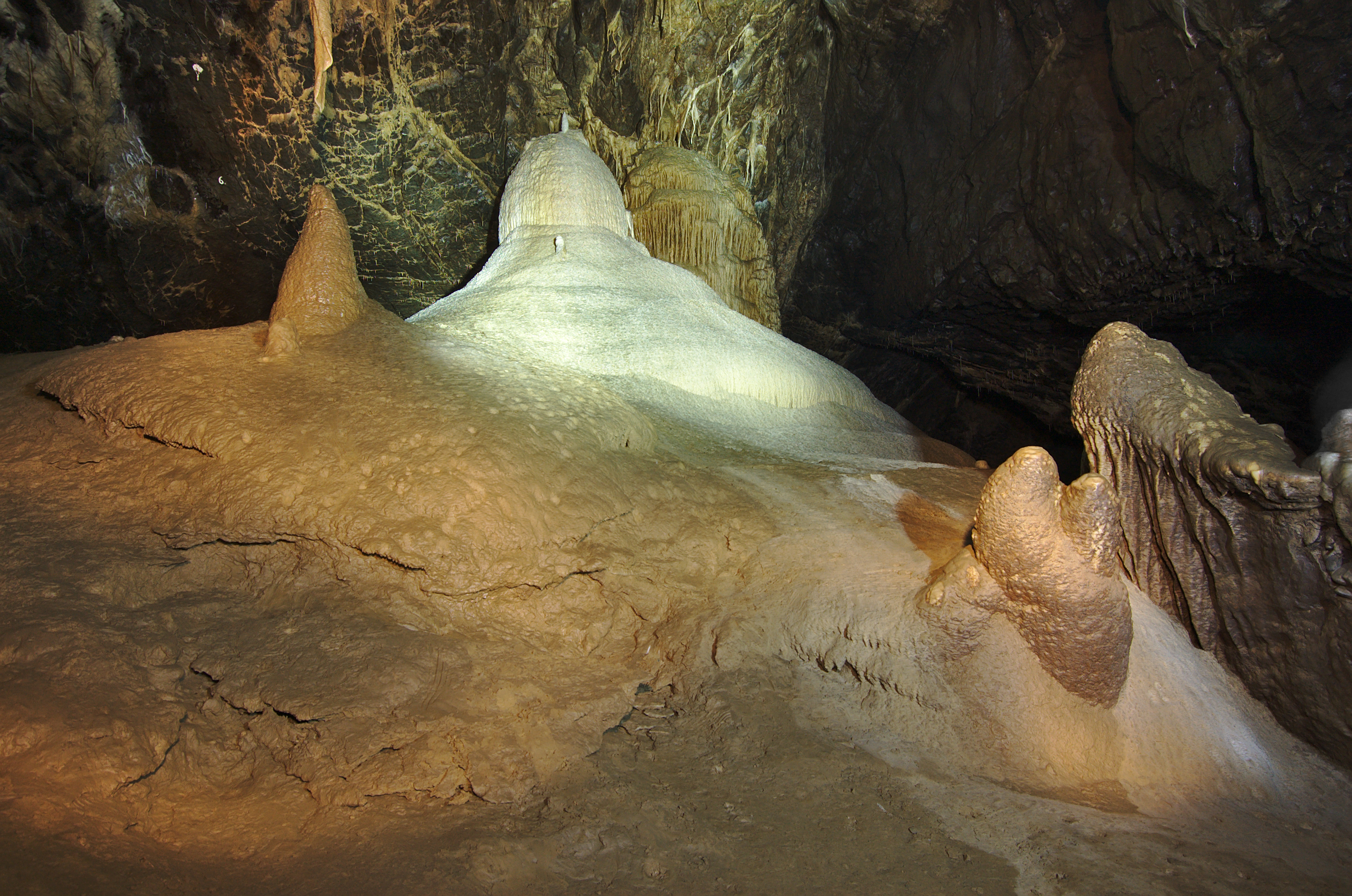
كهف أماتيرسكا، من الداخل
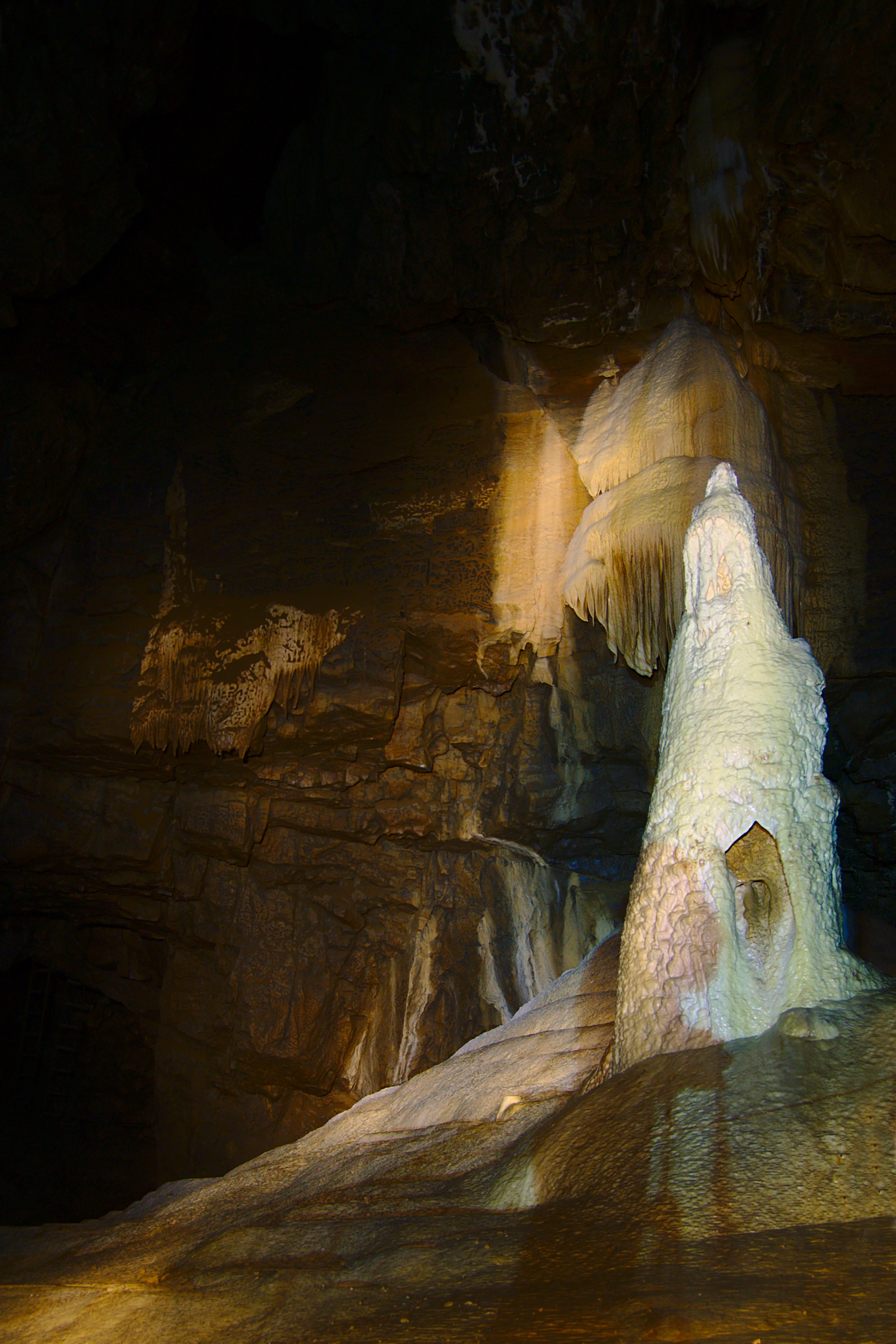
كهف أماتيرسكا، من الداخل
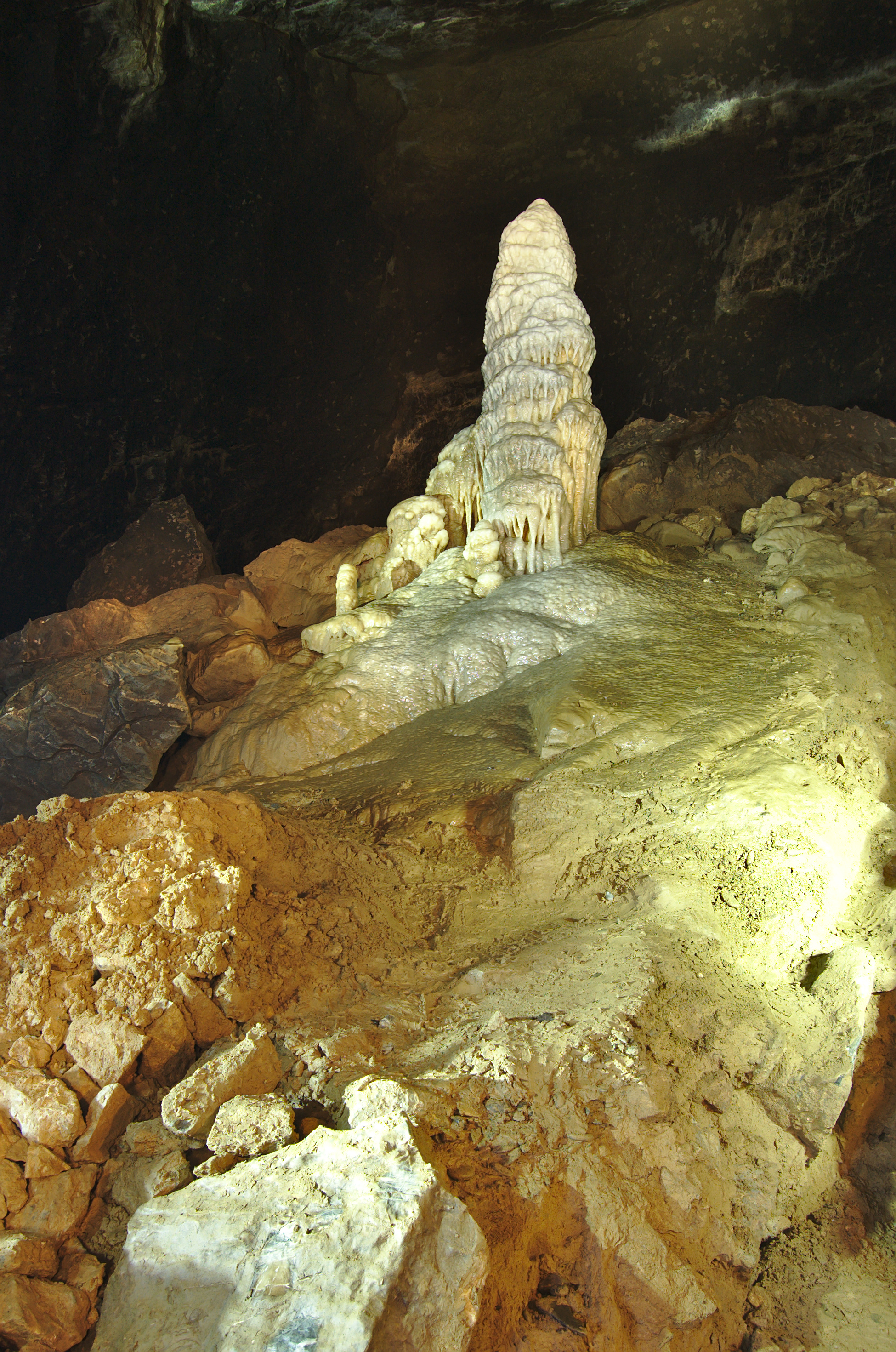
كهف أماتيرسكا، من الداخل
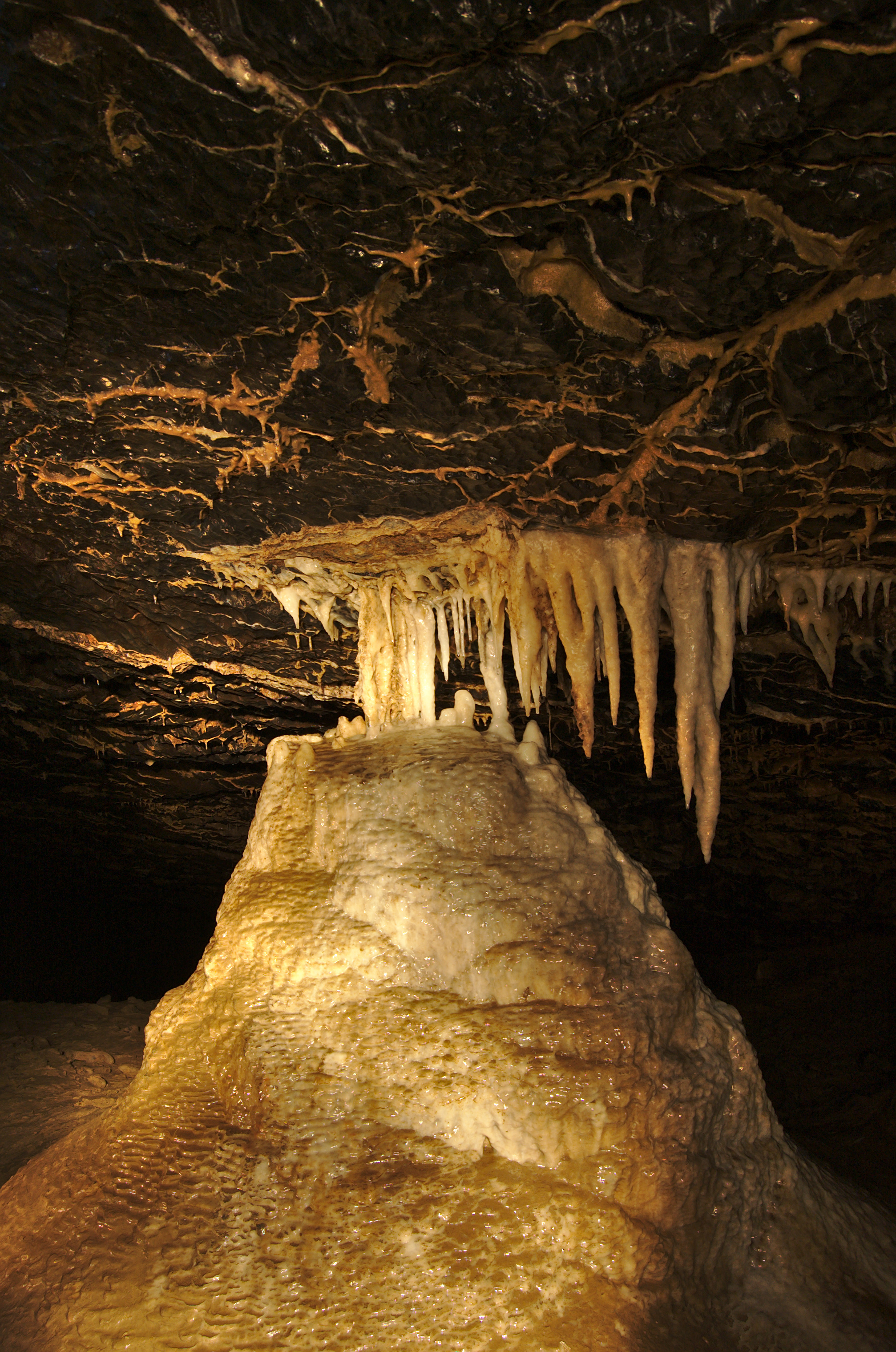
كهف أماتيرسكا، من الداخل
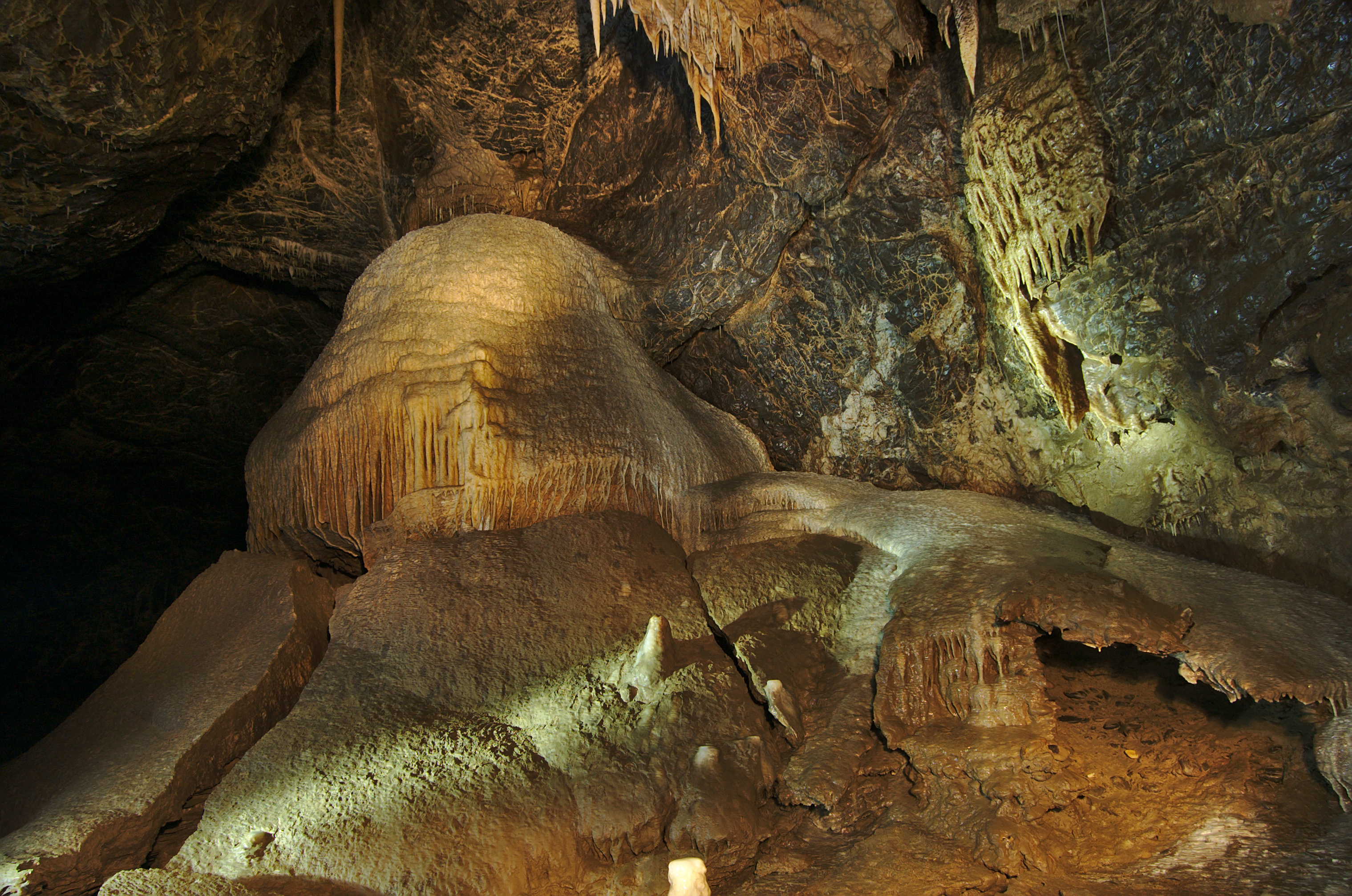
كهف أماتيرسكا، من الداخل

## وصلات خارجية
- Moravian Karst Show Caves website باللغة الإنجليزية
- Hydrogeochemistry of Dripwaters of the Amatérská Cave (Moravian Karst), Bachelor theses باللغة التشيكية
- Plániny website باللغة الإنجليزية
- Amatérská jeskyně: historie výzkumu – Petra Michalíková باللغة التشيكية
- Speleological maping باللغة الإنجليزية
- Moravian karst, The tourist guide